# 劳劳加·陶萨加
劳劳加·陶萨加（英語：Laulauga Tausaga，1998年5月22日—），美国女子田径运动员，2022年北美、中美及加勒比海田径锦标赛女子铁饼金牌得主、2023年世界田径锦标赛女子铁饼金牌得主。